# Бенінська федерація футболу
Бенінська федерація футболу (англ. Beninese Football Associacion, фр. Fédération Béninoise de Football) — організація, що здійснює контроль та управління футболом в Беніні. Розташовується у столиці Порто-Ново. БФФ заснована 1962 року, вступила до ФІФА 1964 року, до КАФ — 1962 року. 1975 року стала членом-засновником Західноафриканського футбольного союзу. Федерація організовує діяльність та управляє національними збірними з футболу (чоловічою, жіночою, молодіжними). Під егідою федерації проводиться чемпіонат країни, кубок країни та багато інших змагань.